# Damaschin Bojincă
Damaschin Bojincă (n. 1802, Gârliște, județul Caraș-Severin – d. 18 august 1869, Dumbrăveni, Suceava) a fost un jurist și publicist român.

## Biografie
Din 1824 până în 1826 a studiat la Academia de Drept din Oradea, apoi la Universitatea din Pesta. A activat în Moldova după 1833, ca al doilea jurisconsult al statului și ca profesor de drept civil la Academia Mihăileană. A participat la pregătirea ediției românești din 1833 a Codului Calimach și a fost ministru de justiție sub Alexandru Ioan Cuza. A susținut tezele școlii latiniste despre originea și dezvoltarea poporului român.

## Operă principală
- Animadversio in dissertationem Hallensem sub titulo: Erweis, daß die Walachen nicht Römischer Abkunft sind etc. von Sabbas Tököli 1823 editane, Pest, Landerer, 1827. (Răspundere dezgustătoare la cîrtirea cea în Hale, în anul 1823 sub titula: Erweis, daß die Walachen nicht Römischer Abkunft sind (adică arătare cum că românii nu sunt de viță romană) de k. Consiliar de Sava Tököly făcută. La care se adunase arătarea cu scriptori verednici de credință întărită, cum că românii sunt adevărați strănepoți ai romanilor. Întâi latinește țesută, iar acum în limba daco-românească preîntoarsă tot de același autor, Buda, Egyetemi Nyomda, 1828.
- Anticile românilor (Buda, 1832-1833)